# Héctor Rosete
Héctor Rosete ist ein ehemaliger mexikanischer Fußballspieler  auf der Position eines Verteidigers.

## Laufbahn
Rosete stand fast während der gesamten 1980er Jahre beim Puebla FC unter Vertrag und gewann mit den Camoteros je einmal die mexikanische Meisterschaft als auch den Pokalwettbewerb.
Ausgerechnet vor der erfolgreichsten Saison 1989/90 in der Vereinsgeschichte des Puebla FC, als beide Titel noch einmal im Double gewonnen wurden, wechselte Rosete zum Ligakonkurrenten Tampico-Madero FC, bei dem er in derselben Spielzeit letztmals in der höchsten mexikanischen Liga zum Einsatz kam.

## Erfolge
- Mexikanischer Meister: 1983
- Mexikanischer Pokalsieger: 1988